# Søberg (Norvège)
Søberg est une localité du comté de Nordland, en Norvège.

## Géographie
Administrativement, Søberg fait partie de la kommune de Bø.